# ظهور فیلم سیاه‌وسفید

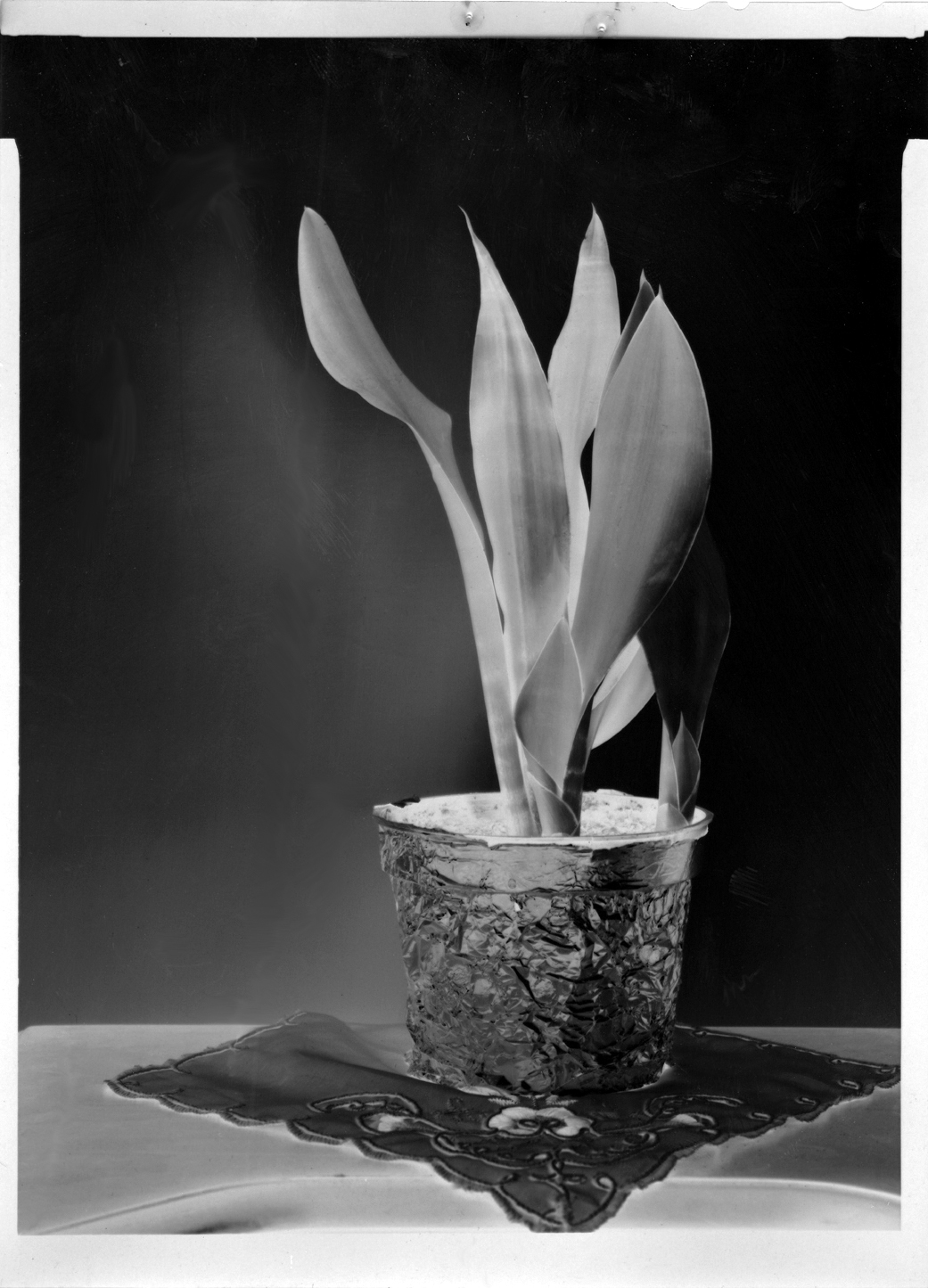
نگاتيو ایلفورد FP4.۱۳x۱۸

ظهور فیلم سیاه و سفید، و عموماً ظهور در عکاسی، به احیاء ذرات نوردیده نقره برمید موجود در امولسیون فیلم عکاسی گفته می‌شود که طی این عمل و بعد از ثبوت، نتیجه عکاسی، در نور اتاق قابل دیدن می‌شود.
فیلم عکاسی (نامیز - صفحهٔ حساس عکاسی) اصولاً از بلورهای هالیدهای نقره، به‌خصوص برمور نقرهٔ ساخته شده‌است، که در مقابل نور حساسیت فوق‌العاده زیادی دارند. زمانی که نور به امولسیون برخورد می‌کند باعث تغییراتی در آن می‌شود که منجر به ثبت تصویر می‌گردد، ولی در این مرحله «تصویر مخفی» است و نیاز به واکنش‌های شیمیایی برای ظاهرسازی (ظهور) دارد.
در عمل ظهور، که یک احیای شیمیایی است، از ذرات نوردیدهٔ برمور نقرهٔ امولسیون، نقره آزاد و ذرات فلزی میکروسکپی آن درون ژلاتین باقی می‌ماند. داروهایی که این عمل احیاء را در امولسیون انجام می‌دهند، داروهای ترکیبی چند تایی هستند.
تجزیه برمور نقرهٔ که تحت تأثیر تابش نور قرار گرفته، باعث آزاد شدن یون‌منفی (آنیون) برم شده که این یون با هیدروژن آزاد شده ایجاد برم هیدریک اسید (HBr) می‌کند. به این ترتیب کلیه داروهای ظهور باید دارای خاصیت احیاکنندگی باشند. دانه‌های نقره به مثابه دانه‌های برف در امولسیون پراکنده هستند که اجتماع آن‌ها قسمت‌های کدر امولسیون را بعد از ظهور به وجود می‌آورد.
گام‌های ظهور فیلم سیاه و سفید عبارتند از: ظهور،  توقف،  ثبوت، شست‌وشو، خشک کردن
چنانچه یکی از گام‌های گفته شده به درستی پرداخته نشود نتیجهٔ کار رضایت بخش نخواهد بود. داوری در کیفیت نتیجه به دست آمده از ظهور به تخصصی ویژه نیازمند است.

## ظهور فیلم سیاه و سفید

### امولسیون فیلم
فیلم یا صفحهٔ حساس عکاسی عموماً از مخلوط کردن نقره برمید در محلول ژلاتین به‌دست می‌آید. اندازهٔ این ذرات بسته به سرعت فیلم، (ASA/ISO) متفاوت است. در نتیجهٔ فرایند شیمیایی زیر امولسیون به‌دست می‌آید:

## Ag NO۳+ KCl → Ag Cl + K NO۳
مقدار نیترات نقره و پتاسیم کلرید مورد نیاز برای تولید نقره کلرید را می‌توان با توجه به وزن اتمی و مولکولی مواد حساب کرد. دگرگونی‌های شیمیایی که در اثر تابش نور خورشید بر صفحهٔ حساس عکاسی صورت می‌گیرد از نظر تئوری به‌طور کامل توضیح داده شده، ولی تاکنون با چشم دیده نشده‌است.

### فرایند ظهور
در فرایند ظهور آن دسته از بلورهای نمک نقره که در برابر تابش نور قرار گرفته‌اند، احیا و به نقرهٔ فلزی سیاه رنگ تبدیل می‌شوند.
در نتیجه هر نقطه‌ای که نور بیشتری دیده، سیاه‌تر نیز خواهند بود. رابطهٔ صحنهٔ هدف عکاسی و آنچه پس از ظهور فیلم نمایان می‌شود یک رابطهٔ وارون (منفی) است یعنی نقطه‌ای که در برابر دوربین کاملاً سفید است، در نگاتیو کاملاً سیاه دیده می‌شود (و برعکس). مفهوم واژهٔ نگاتیو نیز به همین ویژگی باز می‌گردد.
می‌توان گفت که داروی ظهور، خود یک عامل احیاء‌کننده‌است، و هر ترکیب شیمیایی که باعث احیای برمور نقرهٔ نور دیده شود، «داروی ظهور» نام دارد.
عامل احیا باید چنان باشد که تنها بر آن دسته از برمور نقره‌هایی اثر بگذارد که در برابر نور قرار گرفته‌اند. تمام احیاکننده‌ها نمی‌توانند جزو داروهای ظهور باشند چرا که اگر تمامی برمورهای نقره روی سطح صفحهٔ حساس عکاسی احیا شوند، تصویری به‌دست نخواهد آمد، و نتیجه یک‌دست سیاه خواهد بود.

## عوامل ظهور
عامل‌های ظاهر شدن فیلم یا به بیان ساده‌تر عامل‌های شیمیایی که باعث دگرگونی هالیدهای نوردیدهٔ نقره و در مقابل ایجاد نقرهٔ متالیک می‌شوند از گروه مواد آلی و از ردهٔ آروماتیک‌های حلقوی‌اند. برای نمونه، مشتقات بنزن با اتصال دو گروه هیدروکسیل مانند فنول‌ها یا اتصال دو آمینو (NH۲) مانند آمین‌ها یا اتصال یکی از هرکدام از این گروه‌ها مانند آمینو فنول‌ها، همگی از مواد مؤثر در ظاهر شدن فیلم‌اند.
در حالت کلی مواد به سه شکل اورتو، پارا و متا در تماس با حلقهٔ بنزن قرار می‌گیرند. در عکاسی تنها آن دسته از ترکیباتی مفید اند و توانایی ظهور فیلم را دارند که در تماس با بنزن، شاخه‌های جانبی آن‌ها در موقعیت اورتو و پارا قرار گیرد. اتصالات هیدروکسی یا آمینویی که در موقعیت متا باشند، به عنوان داروی ظهور کاربرد نخواهند داشت.

### دسته بندی داروها
1. اورتو: جانشینی در موقعیت ۱ و ۲ یا ۱ و ۶ (مانند پیرو کاته‌شول)[پانویس ۳].
2. پارا: جانشینی در موقعیت ۱ و ۴ (مانند هیدروکینون)[پانویس ۴].

که در این میان متا دی فنول یا رزورسین توان ظاهر کردن فیلم را ندارد.

### دی آمین‌ها (NH۲)
اورتو فنیلین دی‌آمین و پارا-فنیلین دی‌آمین که هر دو به صورت کلر هیدرات در داروهای ظهور مورد استفاده قرار می‌گیرند.

### آمینو فنول‌ها
آمینو فنول‌ها به صورت یک شاخهٔ جانبی OH و یک شاخهٔ جانبی NH۲ یافت می‌شوند؛ مانند پارا-آمینو فنول و آمیدول (دی آمینو فنول) که هر دو به صورت کلر هیدرات مصرف می‌شوند.
آن دسته از ترکیب‌های حلقوی از مشتقات بنزن که مناسب فرایند ظهور اند، از ویژگی‌های زیر برخوردار اند:
1. حلالیت در آب.
2. عدم ایجاد خفگی.
3. واکنش کم در برابر تغییرات درجه حرارت.
4. واکنش در برابر افزودن برمور پتاسیم.
5. واکنش در کنار کربنات و مواد قلیایی.
6. درجهٔ فساد و ویژگی‌های فسادپذیری کم.
7. تأثیر بر اندازهٔ دانه‌های تصویر.
8. سمی نبودن (احتیاطات مصرف).
9. داشتن قیمت مناسب.[۳۰]

#### آزمون
با توجه به ویژگی‌های یادشده در بالا، مِتُل
را مورد بررسی قرار می‌دهیم:
1. مِتُل حلالیت بالایی در آب دارد تا آنجا که می‌توان داروهای خیلی غلیظ، و حتی در حد کنسرو ساخت.
2. افزودن پتاسیم برمید یا سدیم نتیجه را از نظر رفع خفگی بهتر می‌کند.
3. توان و عملکرد متل با تغییر درجهٔ حرارت، کمتر تغییر می‌کند.
4. متل در کنار قلیایی‌های سوزآور، تصویر را دچار خفگی می‌کند.
5. متل با خلوص بالا، حساسیت پوستی ایجاد نمی‌کند(مگر در موارد استثناء).
6. با گذر زمان تنها تجزیه می‌شود (ضـعیف می‌گردد) ولی ترکیب دیگری ایجاد نمی‌کند.
7. دانه‌های نگاتیو به‌دست آمده از عمل ظهور با متل بزرگتر نمی‌شوند.
8. سـمی نیست.
9. قیمت نسبتاً مناسبی دارد.[۳۱]

عامل‌های دیگر ظهور که باید با ویژگی‌های یاد شده در بالا هم‌خوانی داشته‌باشند عبارتند از:
- هیدروکینون
- کلرکینول یا کلر هیدروکینون[پانویس ۱۱]
- پیرو کاته‌شول
- پیروکالول (اسید پیروکالیک)[پانویس ۱۲]
- گلیسین (ایکونیل)[پانویس ۱۳]
- فنیدون[پانویس ۱۴][۳۲]

### مواد سرعت دهنده

#### قلیایی‌ها
گذشته از عوامل ظهور در داروها، نیاز به یک ماده قلیایی به عنوان سرعت دهنده داریم. اثر احیاکنندگی یک داروی ظهور بستگی مستقیم با میزان قلیایی بودن محیط دارد. یعنی هر چه محیط قلیایی‌تر باشد اثرات داروی ظهور بیشتر خواهد بود. چرا که، با خنثی کردن مداوم هیدریک اسید، که در جریان ظهور در محلول به وجود می‌آید، PH محلول را بالا نگه داشته و از اشباع شدن محلول از مواد اسیدی جلوگیری می‌کند.
مواد قلیایی که در داروهای ظهور کاربرد دارند عبارتند از:
1. سدیم هیدروکسید (سود سوزآور) یا پتاسیم هیدروکسید (پتاس سوزآور) NaOH ,KOH که بخاطر قلیائیت بالا باعث افزایش شدید کنتراست نگاتیو می‌شود.
2. سدیم کربنات Na۲Co۳. البته این مادهٔ قلیایی با واکنش هیدرولیز در آب به‌طور پیش‌رونده سود سوزآور زا تولید می‌کند. واکنش به صورت زیر است:

1. کربنات پتاسیم
2. فسفات سدیم
3. سدیم متابورات (کدالک) NaBo۲۴H۲O.
4. بوراکس (تترابورات سدیم)  ۱۰H۲O Na۲B۴O۷

#### نگهدارنده‌ها
نگهدارنده‌ها، ماده ظهور را از تأثیر اکسیژن هوا دور نگه می‌دارند و از اکسید شدن عامل احیاکننده جلوگیری می‌کنند. این وظیفه بر دوش سدیم سولفیت است. این ماده خود در داروی ظهور با اکسیژن ترکیب شده و ایجاد سدیم سولفات می‌کند و از طرف دیگر داروی ظهور اکسید شده، در اثر عمل ظهور را به صورت سولفونه در آورده و باعث منظم و یکنواخت شدن عمل ظهور می‌شود. سدیم سولفیت خود یکی از حلال‌های هالیدهای نقره است و در ضمن باعث فاین گرین شدن نگاتیو نیز می‌شود. از نظر وزنی، حداکثر میزان حلالیت سدیم سولفیت در یک لیتر آب ۱۰ درجه سانتیگراد ۲۱۰ گرم و در یک لیتر آب ۲۰ درجه سانتیگراد ۲۸۰ گرم است که محلول اشباع سدیم سولفیت می‌باشد. سدیم متابی سولفیت را می‌توان به جای سدیم سولفیت آنهیدر (بدون آب تبلور) جایگزین نمود. مزیت این کار، پایداری بیشتر سدیم متابی سولفیت نسبت به سدیم سولفیت است و می‌توان محلول برای مدت زمان طولانی‌تری ذخیره نمود. البته باید در این جایگزینی با افزودن مواد قلیایی، اسیدیته سدیم متابی سولفیت را از بین برده و به سولفیت خنثی تبدیل کرد. در این اصلاح وجود جوش شیرین (سدیم بی‌کربنات) الزامی است.
عملاً می‌توان ۸۷/۵ گرم سدیم‌متابی‌سولفیت را به جای ۱۰۰ گرم سدین سولفیت آنهیدر با ۳۲/۵ گرم سدیم هیدروکسید (سود سوزآور) بکار برد.

## روش ظهور فیزیکی
ظهورهای فیزیکی با ظهورهای شیمیایی تفاوت دارند. در این ظهور، از نمک‌های نقره استفاده می‌شود و در علوم و تکنولوژی فتوگرافی بیشتر مورد استفاده قرار می‌گیرد.
به دلیل آنکه کار با این نوع ظهور، فاین گرین است، در عکاسی هم به کار گرفته می‌شود. و امروزه در کارهای آکادمیک مورد توجه قرار گرفته‌است.
چهار مرحله برای این ظهور وجود دارد:
1. فورباث یا محلول نقره.
2. ظهور در محلول نقره.
3. ثبوت در محلول اسیدی.
4. شست‌وشو و خشک کردن.[۳۶]

مرحله ظهور را می‌توان در داخل تشت یا تانک انجام داد، اما تانک ارجحیت دارد.
فرمول داروی ظهور فیزیکی، محلول فورباث
| نام داروها                      | مقادیر    |
| ------------------------------- | --------- |
| پتاسیم یدید (یدور پتاسیم)       | ۶ گرم     |
| سدیم سولفیت غیر متبلور (آنهیدر) | ۱۴ گرم    |
| بوراکس، پودر                    | ۲٫۵ گرم   |
| آن قدر آب اضافه شود تا          | ۵۰۰ سی سی |

| نام داروها                      | مقادیر    |
| ------------------------------- | --------- |
| پتاسیم یدید (یدور پتاسیم)       | ۶ گرم     |
| سدیم سولفیت غیر متبلور (آنهیدر) | ۱۴ گرم    |
| بوراکس، پودر                    | ۲٫۵ گرم   |
| آن قدر آب اضافه شود تا          | ۵۰۰ سی سی |

تمام ترکیبات فوق را می‌توان یکجا در آب حل کرد. اگر نمی‌خواهیم دارو را بیش از یک هفته نگهداری کنیم، می‌توان بوراکس را از آن حذف کرد.

## ابزار ظهور

### پیمانه‌ها

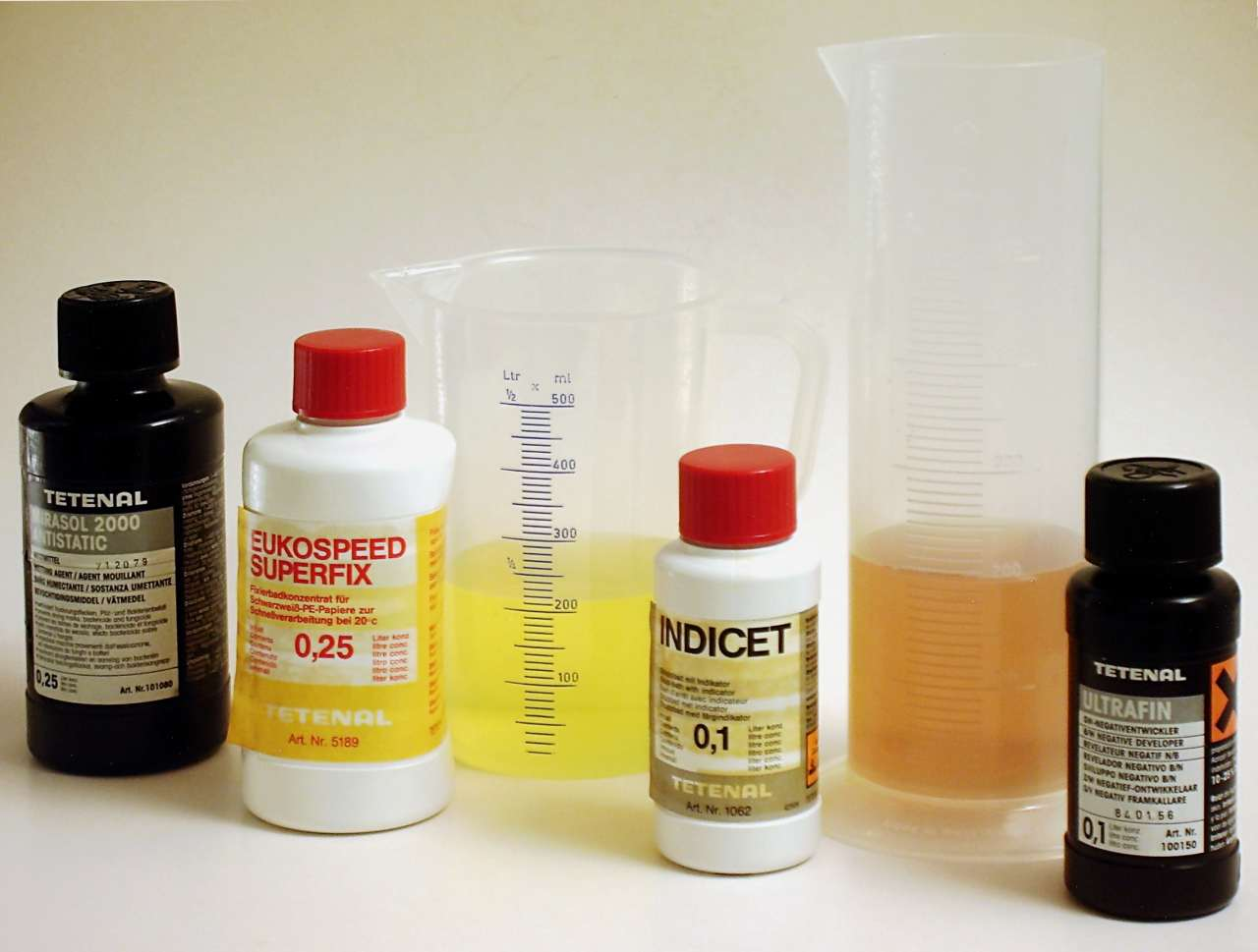
داروهای مورد مصرف در جریان ظهور فیلم و پیمانه‌ها

پیمانه‌های مدرج، لوازمی برای اندازگیری حجم داروها هستند که در مواقع ترکیب هر یک از داروها کاربرد دارند.

### تانک
تانک‌ها ابزاری برای ظهور فیلم هستند و معمولاً به دو صورت مخزنی و چرخان به بازار عرضه شده‌اند. آن‌ها برای ظهور فیلم در نور روز و بیرون از محیط تاریکخانه طراحی و ساخته شده‌اند. محفوط ماندن امولسیون از خراش یکی دیگر از مزیت‌های این وسیله‌است.
تانک مخزنی

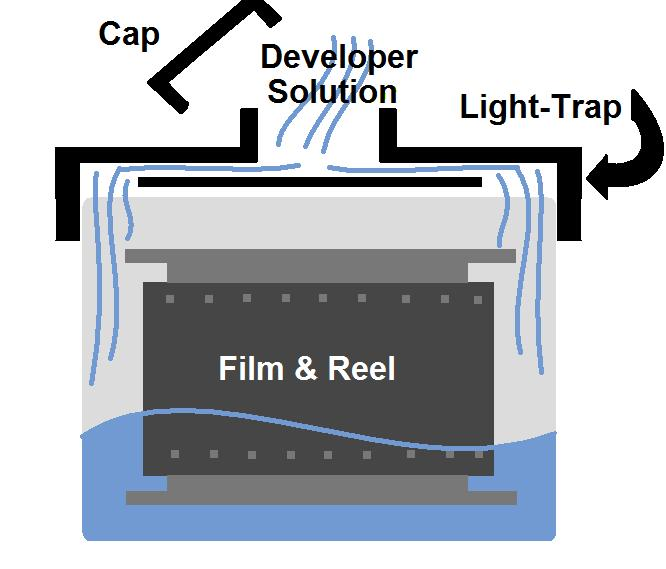
تانک ظهور فیلم رول
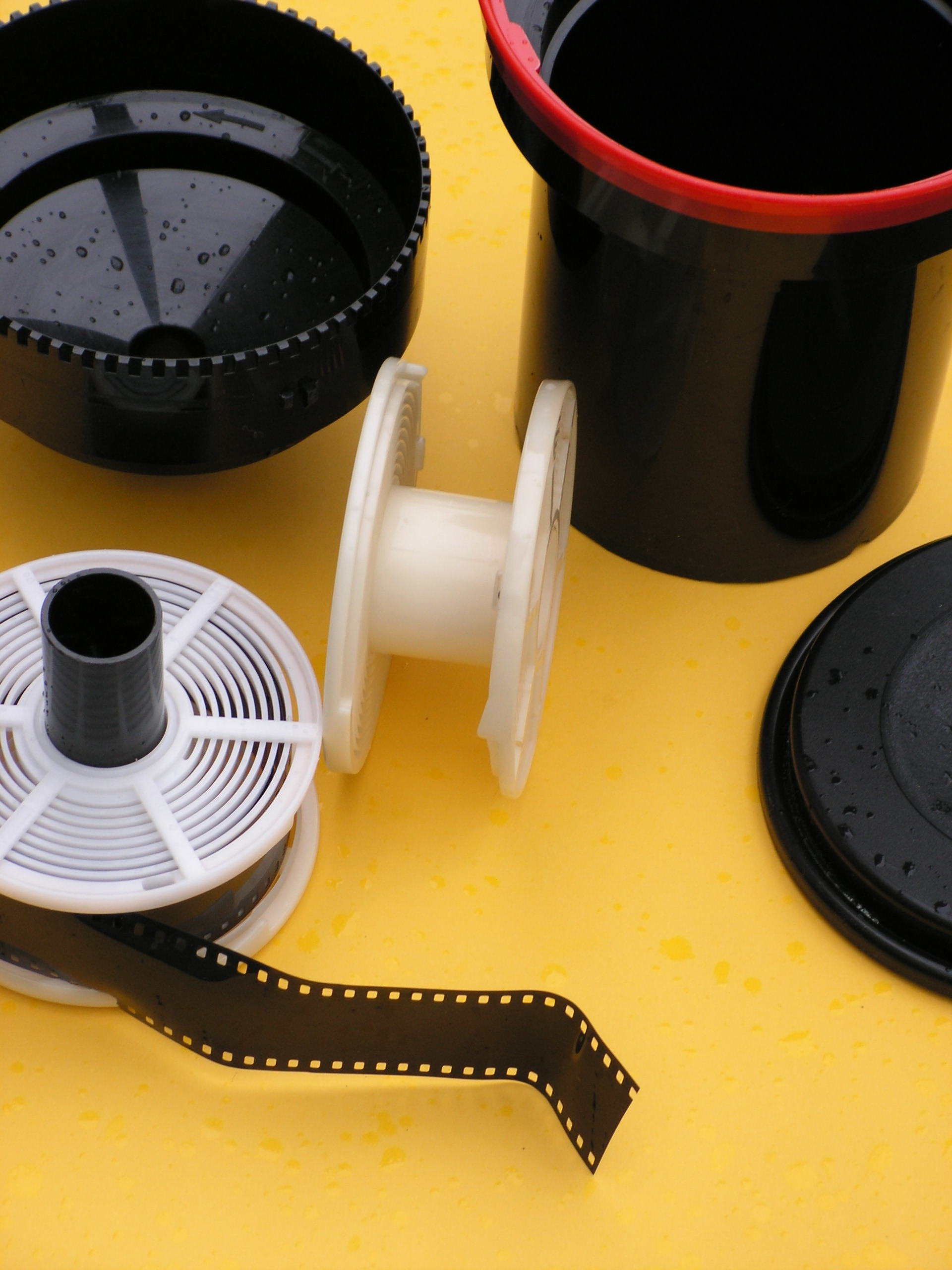
تانک ظهور فیلم رول، با ریل پلاستیکی که قابلیت تنظیم برای فیلم‌های ۱۳۵ و ۱۲۰ را دارد.
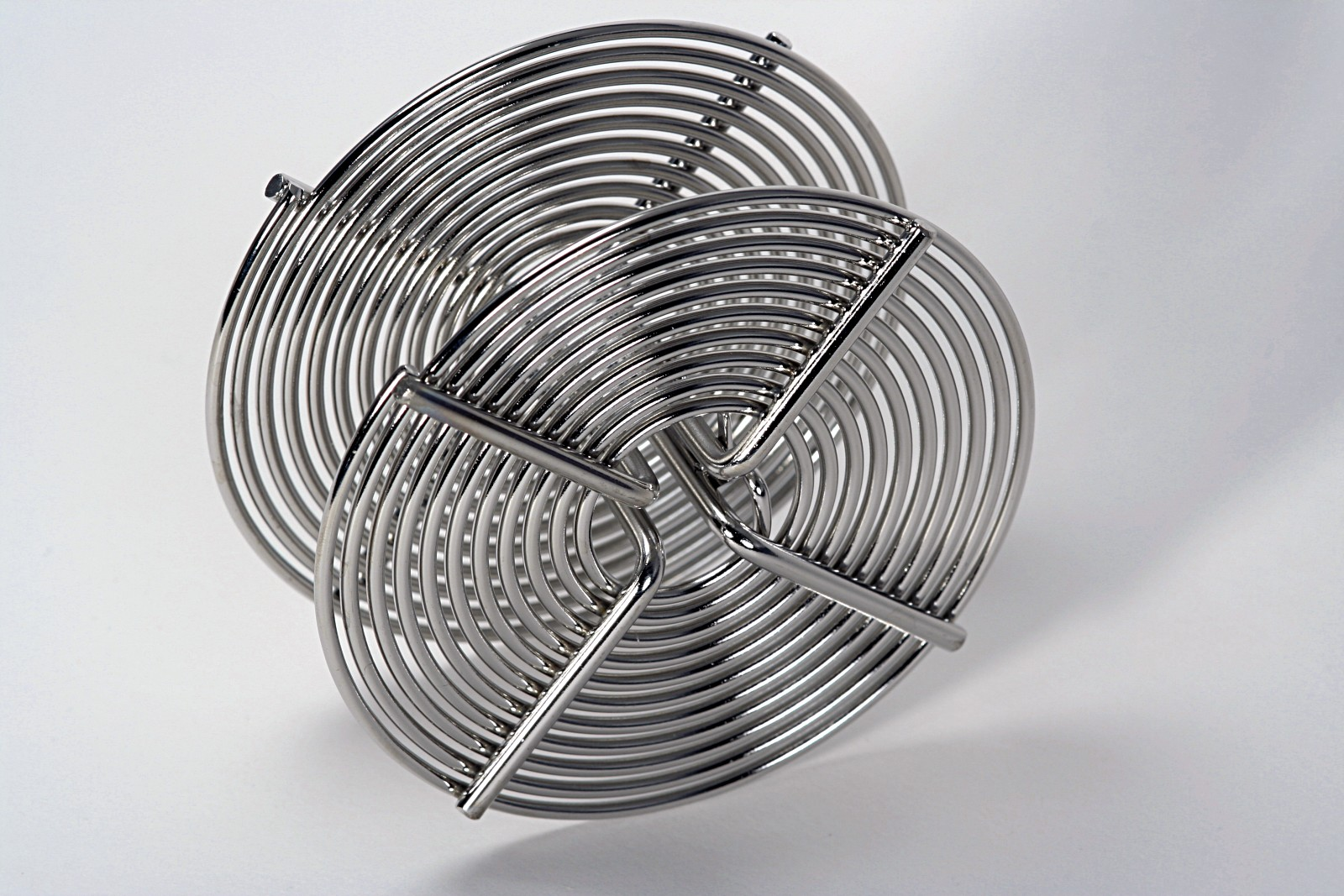
ریل استیل برای فیلم ۱۳۵.

از نظر کاربرد، انواع  تانک‌ها را به می‌توان دو دسته تقسیم‌بندی کرد که:
الف) برای انواع فیلم رول (فیلم ۱۳۵ و فیلم ۱۲۰).
کارخانجات آگفا وجوبو نوعی تانک طراحی کرده‌اند که تمامی مراحل جاگذاری، ظهور و... در نور اتاق انجام می‌شود و نیازی به تاریکخانه ندارد.

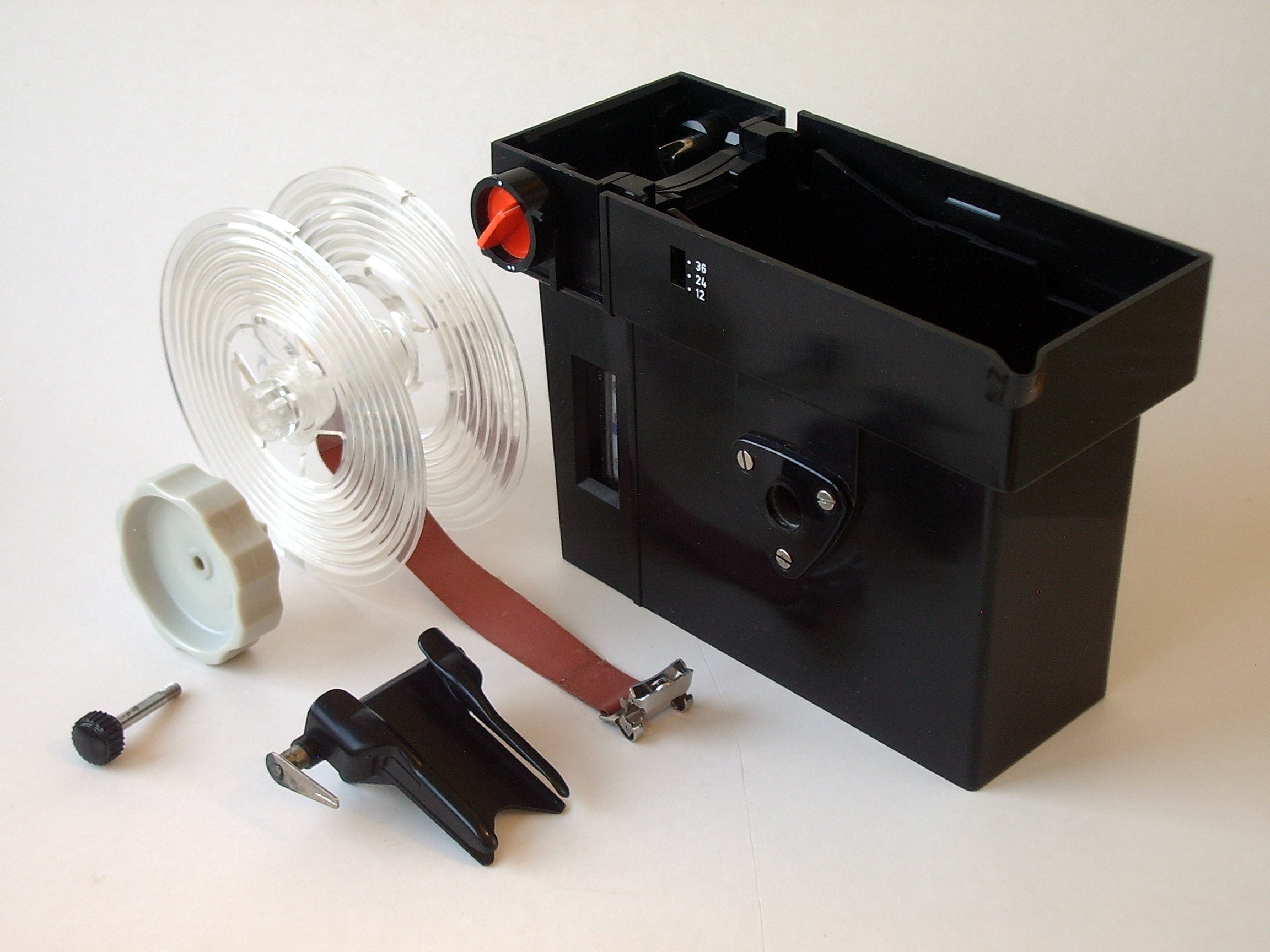
نمایی از تانک ظهور نور روز
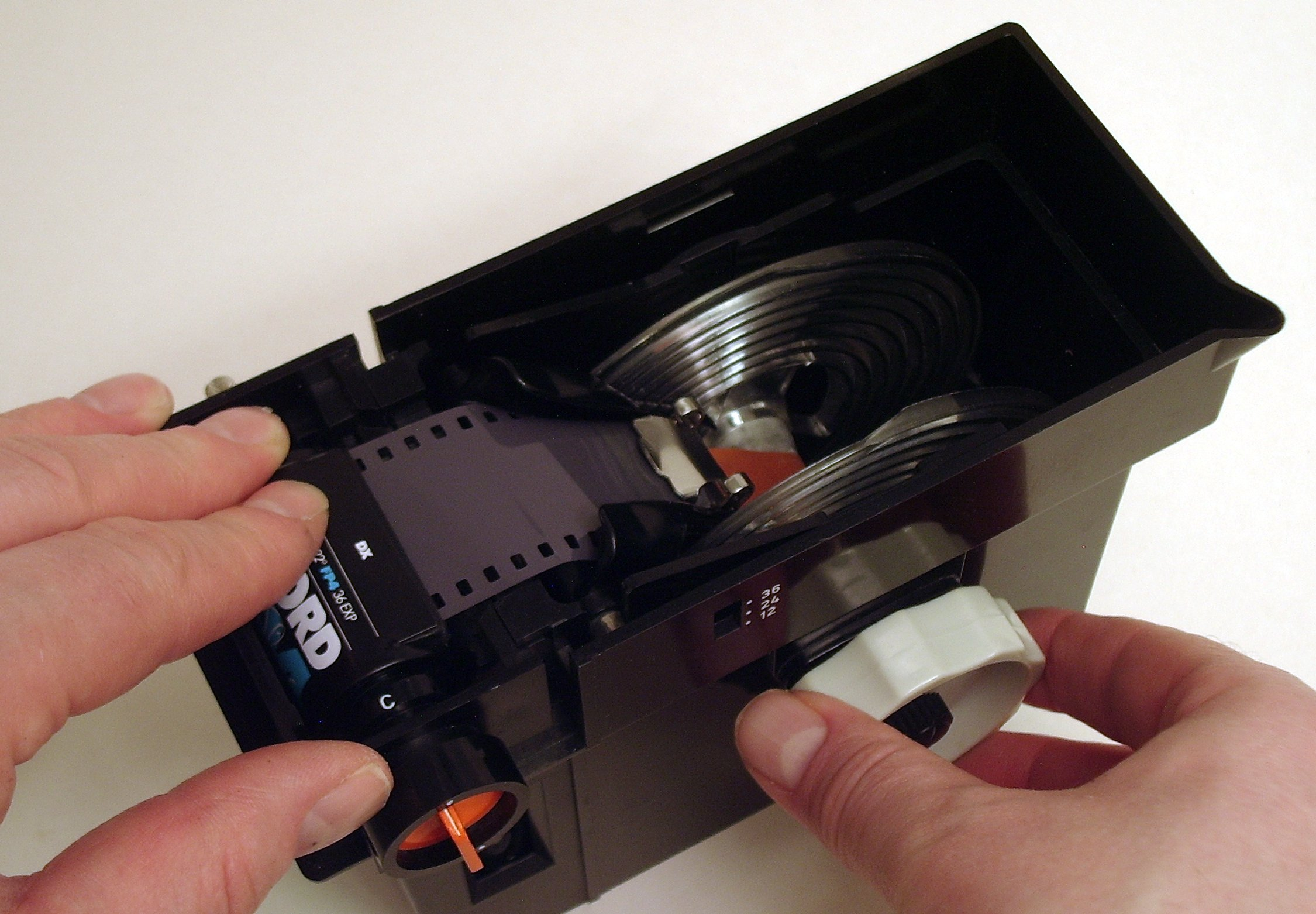
جاگذاری فیلم
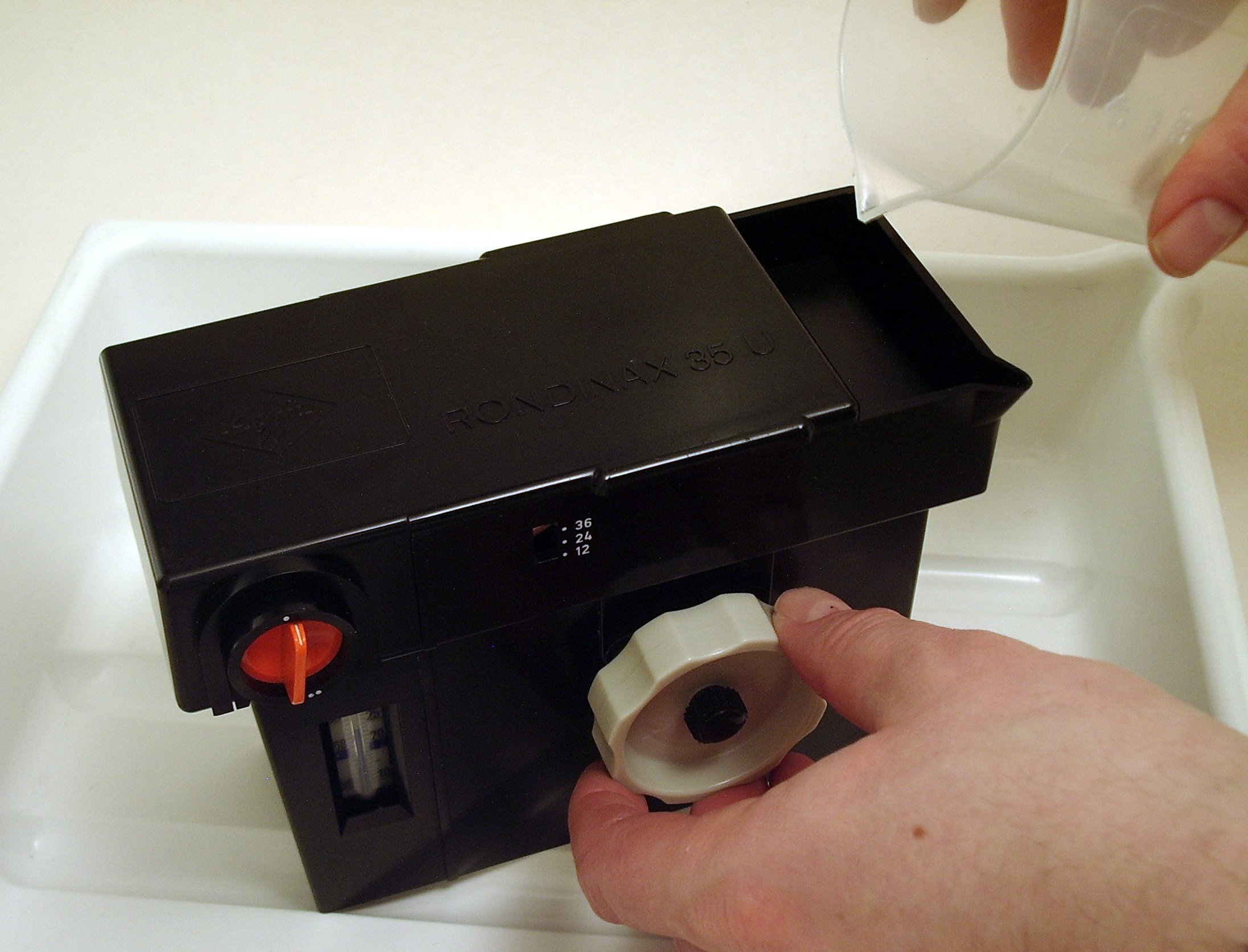
ریختن داروی ظهور همراه چرخاندن قرقره فیلم.
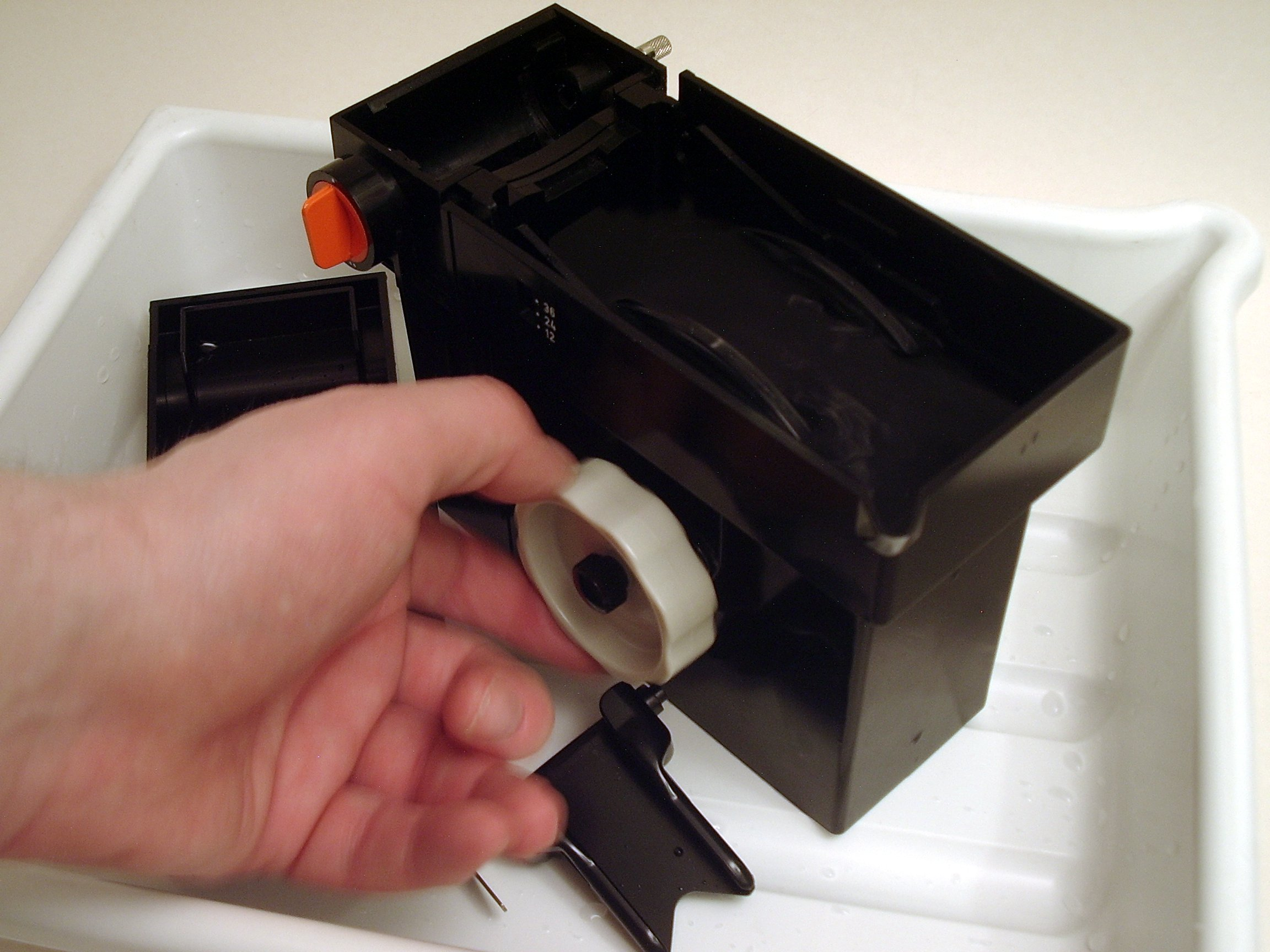
شست‌وشو که بعد از ثبوت و در نور اتاق انجام می‌شود.
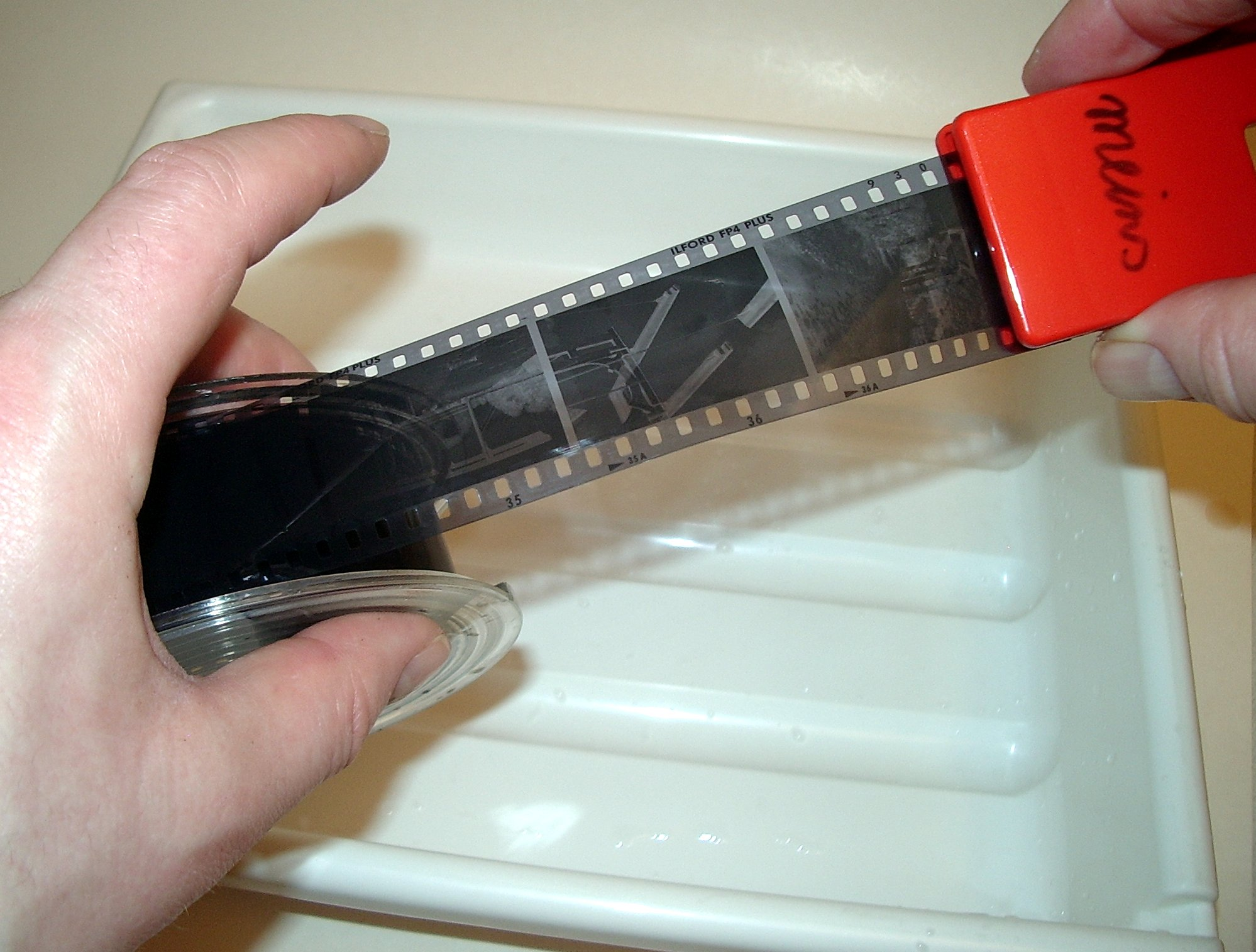
بررسی نتیجه

ب) برای انواع فیلم تخت.
برای فیلم‌های تخت نیز انواعی از تانک‌های مخزنی و چرخان وجود دارند.
تانک‌های چرخان

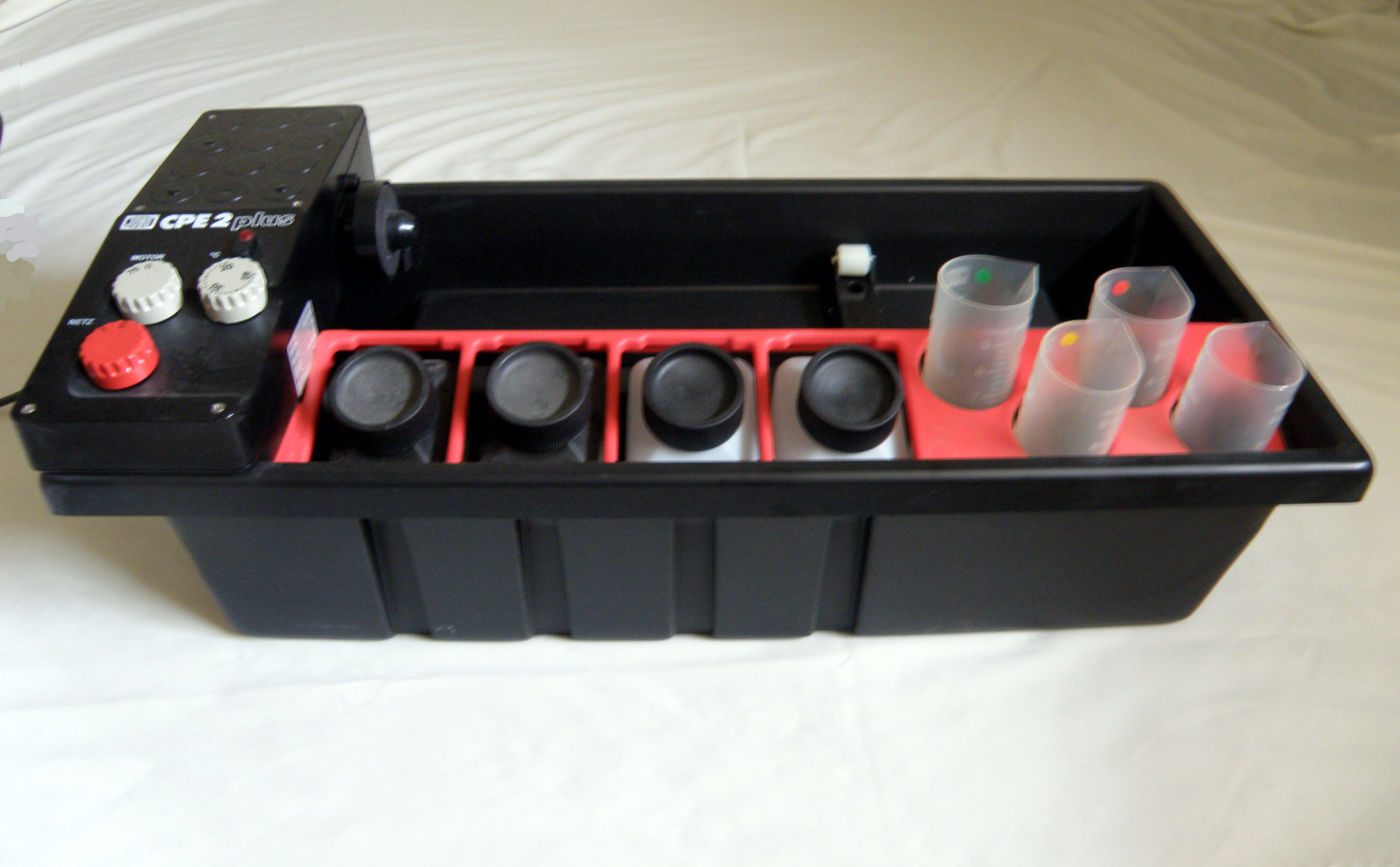
سیستم ظهور چرخان جوبو سی‌پی تو پلاس

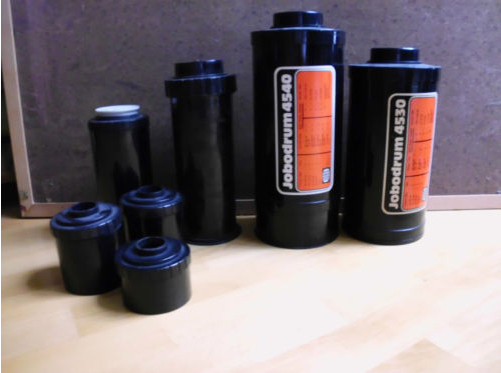
دو تانک چرخان جوبو و چند تانک مخزنی پاترسون.

در تانک‌های چرخان که معمولاً برای ظهور فیلم تخت کاربرد دارند، فیلم به صورت لوله‌ای درون آن جاگذاری می‌شود.  این سیستم‌ها هم، به چند صورت طراحی و ساخته شده‌اند. بعضی نیمه اتوماتیک و بعضی با وجود پمپ‌هایی برای تخلیه و تزریق دارو، سیستم کنترل دما، دارای عملکرد اتوماتیک هستند. کارخانه جوبو آلمان یکی از عمده تولید کنندگان این سیستم می‌باشد. ساده‌ترین شکل این تانک‌ها تقریباً شبیه یک لوله استوانه‌ای است که عملاً در داخل آن چیزی وجود ندارد و فیلم به صورت قوسی داخل آن و چسبیده به دیوار قرار می‌گیرد. برای کنترل دمای ظهور در داخل تانک معمولاً آن را در تشتی که مجهز به سیستم کنترل دماست قرار می‌دهند. جهت چرخش این تانک‌ها، برای به‌دست آوردن نتیجه بهتر دوطرفه می‌باشد.
مزایای و اشکالات سیستم‌های چرخان
حجم داروی مصرفی در این تانک‌ها کم بوده و بعد از هر بار استفاده، - بر خلاف تانک‌های مخزنی - دور ریخته می‌شود. نتایج حاصله از ظهور با این تانک‌ها یک‌دست و روتین  و قابل اعتماد است.
همچنین، از آنجایی که بسیاری از این سیستم‌ها، مجهز به قابلیت کنترل دما هستند، نتایج به‌دست آمده بسیار دقیق و قابل تعمیم به ظهورهای بعدی می‌باشد.
اشکالاتی که در خصوص این تانک‌ها بنظر می‌رسد عبارت است از زمان ظهور که معمولاً طولانی‌تر از تشتک است. گران بودن یک سیستم اتوماتیک از این گونه، مشکل دیگری است استفاده همگانی آن را غیرممکن می‌سازد.
از نظر مواد بکار رفته در ساخت تانک‌ها نیز، دو دسته وجود دارد:
الف) فولادی.
ب) پلاستیکی.
هر یک از این انواع دارای مزیت‌های خاص خودشان می‌باشند. آسانی کنترل دما در تانک‌های فولادی، سبکی و ارزانی در تانک‌های پلاستیکی از جملهٔ آن‌هاست.

### تشتک

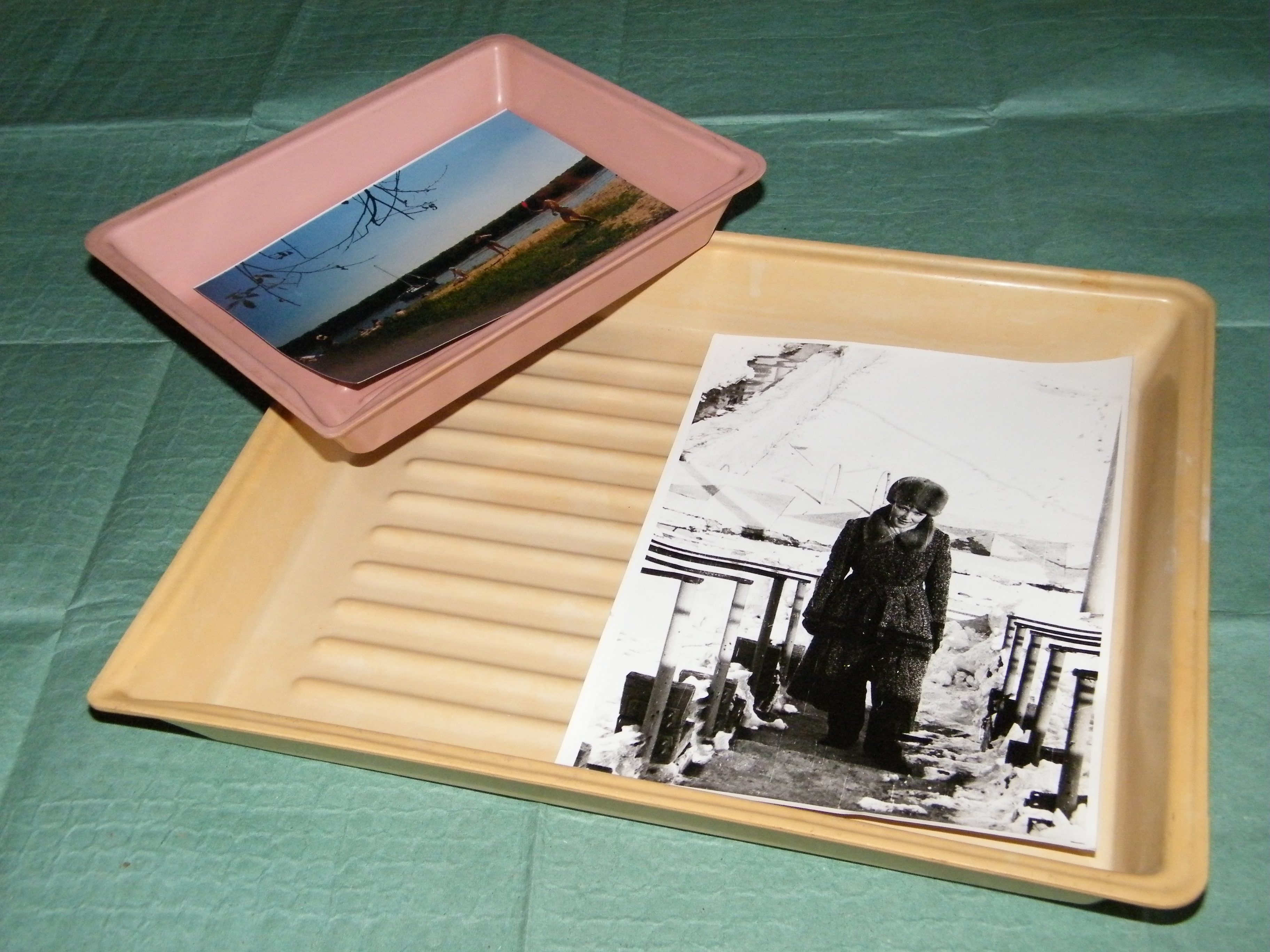
تشتک ظهور و ثبوت کاغذ و فیلم تخت

ظهور در تشتک فقط مخصوص فیلم‌های تخت است. چون داروهای ظهور دارای خاصیت احیاکنندگی هستند، زمانی که در معرض هوا قرار بگیرند اکسید شده و خاصیت آن‌ها ضعیف می‌شود. بنابراین داروی ظهور، در تشتک عمر کمتری دارد و این نباید از نظر دور بماند. چون در کیفیت ظهور تأثیر زیادی خواهد داشت.

## داروهای ظهور

### داروهای دانه درشت
داروهای تجاری - سریع - دانه درشت (نیاز به تعریف کلی و خصوصیات شیمیایی و فیزیکی دارو)
هر چه سرعت ظهور یا دمای داروی ظهور بالاتر رود کنتراست افزایش پیدا کرده و تصویر دانه‌بندی درشت تری خواهد داشت. در عمل ظهور می‌توان کنتراست را تا حدی بالا برد که تصویر به‌دست آمده فقط حاوی نقاط سفید و سیاه خالص باشد، ـ الـبته با قبول حذف اطـلاعـات رنگ درجه‌های خاکسـتری ـ که در این صورت به نگاتیو به‌دست آمده لیت گفته می‌شود. نگاتیوهای مخصــوصی هم وجود دارند که فاقد رنگ درجه‌های خاکستری هستند و برای لیتوگرافی بکار برده می‌شوند.

### داروهای دانه ریز
داروهای دانه ریز - فاین گرین  (نیاز به تعریف کلی و خصوصیات شیمیایی و فیزیکی دارو)
فرمول D۷۶، که شرکت کداک آن را ارائه نموده‌است، یک فرمول خوب برای داروی ظهورِ ریزدانه (فاین گرین) به حساب می‌آید. در این فرمول، متل و هیدروکینون جزو عوامل ظهور هستند و هیدروکینون  و بوراکس عامل کنتراست و سولفیت سدیم هم با این مقدار زیاد، حلالیت املاح نقره را در محلول افزایش داده همچنین باعث عمر بیشتر دارو و تعداد بیشتر ظهور در یک حجم از دارو می‌باشد.

#### فرمول‌های کلی
| نام اختصاری داروها      | D۷۶     | D76R | D۲۳     | D۲۵                     | D25R             | D76d | ID ۱۱    | ID11R | AN۱۲      | AN۱۷      | AN17R | G۲۰۶     | G۲۰۷     | AG۴۴ |
| ----------------------- | ------- | ---- | ------- | ----------------------- | ---------------- | ---- | -------- | ----- | --------- | --------- | ----- | -------- | -------- | ---- |
| متل                     | ۲       | ۳    | ۷٫۵     | ۷٫۵                     | ۱۰               | ۲    | ۲        | ۲     | ۸         | ۱٫۵       | ۲٫۲   | ۲        | ۴        | ۱٫۵  |
| سولفیت سدیم             | ۱۰۰     | ۱۰۰  | ۱۰۰     | ۱۰۰                     | ۱۰۰              | ۱۰۰  | ۱۰۰      | ۱۰۰   | ۱۲۵       | ۸۰        | ۸۰    | ۱۰۰      | ۱۰۰      | ۸۰   |
| هیدروکینون              | ۵       | ۷٫۵  | -       | -                       | -                | ۵    | ۵        | ۷٫۵   | -         | ۳         | ۴٫۵   | ۴        | -        | ۳    |
| سدیم کربنات آنهیدر      | -       | -    | -       | -                       | -                | -    | -        | -     | ۵٫۷۵      | -         | -     | -        | ۵٫۸      | -    |
| بوراکس                  | ۲       | ۲۰   | -       | -                       | -                | ۸    | ۲        | ۲۰    | -         | ۳         | ۱۸    | ۲        | -        | ۳    |
| سدیم متابورات (کدالک)   | ۲       | ۲۰   | -       | -                       | ۲۰               | -    | -        | -     | -         | -         | -     | -        | -        | -    |
| پتاسیم برمید            | -       | -    | -       | -                       | -                | -    | -        | -     | ۲٫۵       | ۰٫۵       | -     | -        | ۲        | ۰٫۵  |
| ترکیبات دیگر            | -       | -    | -       | ۱۵ گرم سدیم متابی‌سولفیت | ۸ گرم بوریک اسید | -    | -        | -     | -         | -         | -     | -        | -        | -    |
| آن قدر آب اضافه کنید تا | ۱۰۰۰    | ۱۰۰۰ | ۱۰۰۰    | ۱۰۰۰                    | ۱۰۰۰             | ۱۰۰۰ | ۱۰۰۰     | ۱۰۰۰  | ۱۰۰۰      | ۱۰۰۰      | ۱۰۰۰  | ۱۰۰۰     | ۱۰۰۰     | ۱۰۰۰ |
| زمان ظهور بر دقیقه      | ۴ الی ۸ |      | ۴ الی ۸ | ۱۵ الی ۲۰               |                  |      | ۶ الی ۱۱ |       | ۱۰ الی ۱۵ | ۱۰ الی ۱۵ |       | ۸ الی ۱۰ | ۸ الی ۱۰ |      |

ـ حرف R در مقابل نام داروها، فرمول تقویتی همان دارو است. (در لابراتوارهای بزرگ که داروها به‌طور مداوم مورد استفاده قرار می‌گیرند به مرور مواد مؤثرهٔ خود را از دست داده و ضعیف می‌شوند، جهت جبران این ضعف، و ارائه ظهور نرمال به داروهای اصلی اضافه می‌شوند).

### داروهای خیلی دانه‌ریز (سوپر فاین گرین)
برای یک داروی سوپر فاین گرین ساده می‌توان فرمول ۱۰/۱۰۰/۱۰۰۰ را مثال زد که در دمای بیست درجه سانتیگراد در طی ۱۸ دقیقه، عمل ظهور را به انجام می‌رساند.
توصیه دیگر اینکه جهت حفظ کنتراست هنگام استفاده از داروهای سوپر فاین گرین، در زمان عکاسی یک استاپ نور بیشتری به فیلم داده شود.(این کار ربطی به عمل ظهور ندارد.)
هر چه داروی مورد استفاده در عمل ظهور فاین گرین‌تر باشد، کنتراست تصویر به همان اندازه پائین خواهد آمد. و تصویر به‌دست آمده سافت خواهد شد. می‌توان با اضافه کردن مقدار مناسبی ماده قلیایی به داروی فاین گرینی که فقط حاوی متل و سولفیت سدیم است مقداری کنتراست به دست آورد، مشروط بر اینکه زمان ظهور را کاهش ندهیم.
در صورت رعایت موارد اصلی، دانه‌های تصویر بزرگ‌تر نخواهند شد.

### وضوح در عمل ظهور
از موارد مورد اهمیت در عمل ظهور، به‌دست آوردن وضوح عالی است، که بر ســـبب فراوانی مواد بکار رفته در فرمول داروها، فرمول ویلی باتلر (۱۹۰۳-۱۹۷۳) ذکر می‌شود.
| نام مواد           | مقادیر     |
| ------------------ | ---------- |
| متل                | ۵ گرم      |
| سدیم کربنات آنهیدر | ۲۵ گرم     |
| سدیم سولفیت آنهیدر | ۲۵ گرم     |
| آب تا حجم          | ۱۰۰۰ سی سی |

بعد از تهیه، یک پیمانه از دارو را با نه پیمانه آب رقیق کرده و در دمای ۲۰ درجه سانتیگراد طی زمان ۱۲ دقیقه عمل ظهور انجام می‌گیرد.

### منحنی‌های سانسیتومتری و بررسی کنتراست در ظهور

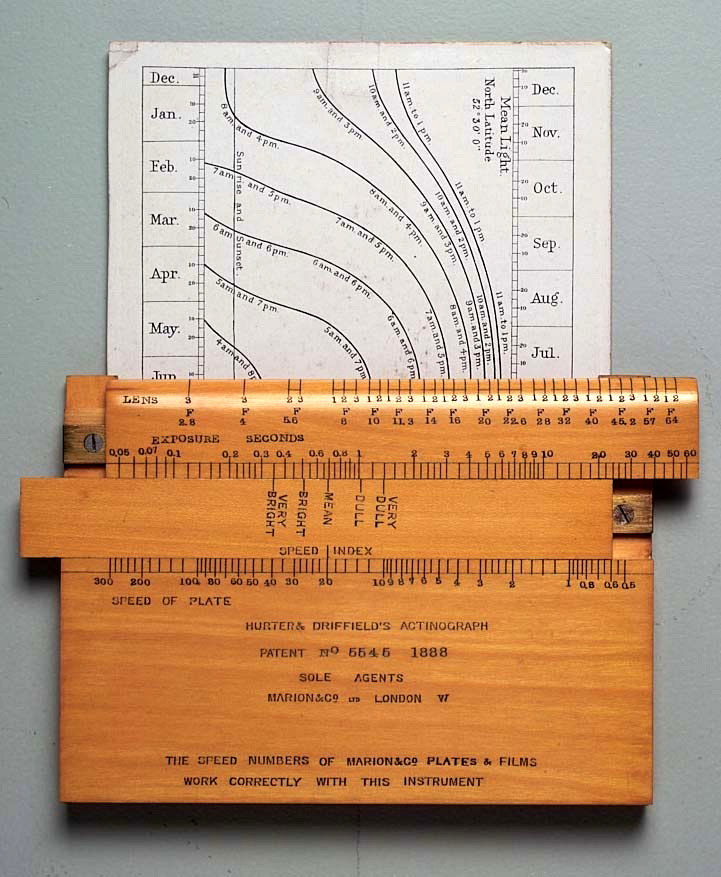
اکتینوگراف مشهور هورتر و دری‌فیلد

داوری بر روی نتیجه ظهور از روی منحنی‌های سانسیتومتری به صورت علمی و دقیق قابل انجام است. تناسب بین لگاریتم نوردهی (Log E) و دانسیته (D) ایکه ایجاد می‌شود، روی یک جدول قابل ارائه‌است. اساس این مطالعات توسط آقایان: فردیناند هورتر و وئرو چارلز دری‌فیلد پایه‌ریزی شده‌است. شمه‌ای از این بحث در زیر می‌آید. همه این اعمال برای به‌دست آوردن بهترین نتیجه از عکاسی و تطبیق دقیق کیفیت تصویر با سوژه‌است.
امولسیون عکاسی از لایه‌های متعدد دانه‌های هالیدهای نقره تشکیل شده‌است. نتایج قرار گرفتن این لایه‌ها در معرض نور و تأثیر داروهای شیمیایی بر روی آن‌ها از «اصول عکاسی» است. سانسیتومتری، مطالعه کمّی مشخصات مواد حساس عکاسی است که تحت تأثیر نور قرار گرفته‌اند. این مطالعات معمولاً بر روی یک منحنی که به «منحنی مشخصات» معروف است، نشان داده می‌شود. دانسیته یا میزان سیاه شدن امولسیون را بر روی محور عمودی و میزان نوردهی را بر روی محور افقی و بر حسب «لگاریتم نوردهی» نشان می‌دهند.
نور دادن
مفهوم نور دادن در بحث سانسیتومتری، تابش نوری است بر صفحه حساس عکاسی، که آن را تحت تأثیر قرار می‌دهد. اگر یک نوار حساس را به قسمت‌های مساوی تقسیم و به ترتیب به هر قسمت نوری را با شدت مساوی ولی با افزایش زمان نوردهی بتابانیم، به‌طوری‌که زمان نوردهی نسبت به قسمت قبلی دو برابر باشد، یعنی ۱ و ۲ و ۴ و ۸ و ۱۶ و ۳۲، این نوار دارای رنگدرجه‌های خاکستری تا سیاه خواهد بود که متناسب با تصاعد هندسی نورگیری هر قسمت است. تناسب لگاریتمی این اعداد عبارت است از: ۰/۰ و ۰/۳ و ۰/۶ ۰/۹ و ۱/۲ و... است. این تناسب لگاریتمی بر روی محور افقی «منحنی مشخصات» نمایش داده می‌شود و واحد آن شمع، متر، ثانیه‌است. عدد صفر در این محور ۱ شمع، متر، ثانیه‌است.
دانسیته (کدورت)
اگر مقدار سه چهارم از نوری که بر یک امولسیون تابیده جذب آن شود، تنها یک چهارم نور تابیده از آن عبور خواهد کرد. حال اگر صفحه دیگری را در مسیر نور عبور کرده از صفحه اولی قرار دهیم و این صفحه نیز سه چهارم نور را جذب و یک چهارم آن را از خود عبور دهد، نور عبور کرده از صفحه دوم یک شانزدهم میزان نور اولیه خواهد بود. حال اگر به جای دو صفحه حساس عکاسی فقط یک صفحه حساس عکاسی قرار گیرد ولی نتیجه حاصله همان تناسب قبلی باشد، قانون لامبرت بوقوع پیوسته‌است. قانون لامبرت می‌گوید: طبقات مواد حساس، ضخامت‌های متفاوتی دارند و نور را به تناسب تصاعد هندسی از خود عبور می‌دهند. تراکم دانه‌های نقره با نور عبوری، تناسب عکس دارد. دانسیته همان تناسب لگاریتمی بین قسمت‌های مختلف نور دیده صفحه حساس عکاسی است.
شفافیت
به تناسب میان نور تابیده شده و نور گذرا از میان دانه‌های نقرهٔ صفحهٔ عکاسی، شفافیت گفته می‌شود.
دانسیته، با نماد {\displaystyle D}، یک ارزش نوری است که با تودهٔ نقرهٔ موجود در لایه صفحهٔ حساس عکاسی یا {\displaystyle m} متناسب است و از رابطهٔ زیر پیروی می‌کند:
در این رابطه، {\displaystyle p} یک عدد ثابت است و به نوع مادهٔ حساس، نور دادن و ظهور مادهٔ حساس بستگی دارد.
خفگی
خفگی دانسیته‌ای است که متناسب با نور دادن ماده حساس نبوده و ارتباطی هم با آن نداشته باشد.
نوار شاهد
برای به‌دست آوردن نوار شاهد یا آماده کردن تست سانسیتومتری، باید:
1. نوری با با طیف مشخص،
2. نوار حساس،
3. ظهور نوار حساس در شرایط کاملاً استاندارد،
4. تعیین دانسیته هر قسمت،
5. یادداشت نتایج به‌دست آمده،
6. دستگاه سانسیتومتر،
7. دستگا دانسیتومتر،

در اختیار داشت تا نتایج قابل اعتماد باشد و اشکالی در نتیجه به وجود نیاید.
کنتراست.
نوری که بر روی امولسیون از طریق دستگاه عکاسی تابیده می‌شود، باعث ثبت دانسیته‌های مختلفی می‌گردد که همان کنتراست یا اختلاف روشنایی و تاریکی سوژه‌است. بهترین حالت ثبت تصویر حالتی است که کنتراست تصویر به‌دست آمده دقیقاً مشابه کنتراست سوژه باشد.
گاما
یکی از بحث‌های با ارزش در ظهور فیلم گاما است. گاما نسبت لگاریتمی کنتراست نگاتیو به گنتراست سوژه‌است (لگاریتم گنتراست نگاتیو تقسیم بر لگاریتم کنتراست سوژه مساوی گاما). در بهترین شرایط عکاسی گاما برابر ۱ است.
جدول زیر کمک می‌کند تا گامای مناسب فیلم را به‌دست آوریم:
| تفاوت میزان درخشندگی سوژه | ۱:۱۰ | ۱:۲۰ | ۱:۴۰ | ۱:۱۰۰ |
| گاما                      | ۱    | ۰/۹  | ۰/۸  | ۰/۷   |
| کنتراست نگاتیو به‌دست امده | ۱    | ۱/۱۷ | ۱/۲۸ | ۱/۴   |

## توقف ظهور
پس از پایان زمان ظهور، نوبت به عمل ثبوت یا ثابت‌سازی تصویر به‌دست آمده روی نگاتیو می‌رسد. اگر پیش از آنکه این فرایند صورت گیرد، نگاتیو در برابر نور قرار گیرد، نقاطی از آن که در عمل عکسبرداری نور ندیده‌اند و ذرات برمور نقره در آن‌ها سفید مانده‌اند، همگی سیاه می‌شوند و تصویری به دست نمی‌آید. ولی اگر نگاتیو به‌دست آمده از فرایند ظهور را مستقیماً به داخل داروی ثبوت فرو بریم (یا داروی ثبوت را روی نگاتیو بریزیم)، چون هنوز سطح امولسیون آغشته به داروی ظهور است، دو اتفاق روی می‌دهد:
- نخست آنکه داروی ثبوت (چون اکثراً PH اسیدی دارد) به خاطر تماس و آلوده شدن به داروی ظهور ضعیف می‌شود و پس از چند نوبت، توان خود را از دست می‌دهد و از کارایی می‌افتد.[۶۹]
- دوم آنکه فرایند ظهور همچنان در لحظاتی که داروی ثبوت می‌تواند اثر داروی ظهور را خنثی نماید، ادامه دارد و در نتیجهٔ آن تصویر به‌دست آمده کنتراست بیشتری پیدا می‌کند.

از نقطه بالا، اهمیت زمان در عمل ظهور، حتی در طی لحظاتی بسیار کوتاه، آشکار می‌شود.
زمان ظهور
ظهور باید در طی زمان اعلام شده از طرف کارخانجات سازنده فیلم و دارو انجام بگیرد. شاید در یک دید کلی، چند ثانیه اهمیت زیادی نداشته باشد؟! ولی با مطالعه دقیق علمی نتایج به‌دست آمده، تغییرات کاملاً محسوس است.
آنچه در بالا گفته شد دلایل ضرورت فرایند توقفِ ظهور بود. این فرایند معمولاً با کمک یک محلول اسیدی به نام حمام توقف صورت می‌گیرد. خاصیت اسیدی این محلول ضعیف است تا آسیبی به نگاتیو نرسد. برای نمونه محلول ۳۰ درصد سرکهٔ سفید در آب مقطر می‌تواند مناسب باشد. البته برای این عمل فرمول‌هایی نیز وجود دارد، که چندین مورد آن در اینجا آمده‌است.
| نام عوامل مورد استفاده         |      |      |      | سخت‌کننده | سخت‌کننده |      | سخت‌کننده |
| ------------------------------ | ---- | ---- | ---- | -------- | -------- | ---- | -------- |
| سدیم تیو سولفات متبلور یا هیپو | -    | -    | -    | -        | -        | ۲۵۰  | ۲۵۰      |
| سدیم استات آنهیدر              | -    | ۲۰   | -    | -        | ۲۰       | ۲۰   | ۲۰       |
| سدیم هیدروکسید (سودسوزآور)     | -    | -    | ۴٫۵  | -        | -        | -    | -        |
| سدیم متابی‌سولفیت               | -    | -    | -    | -        | -        | ۵    | ۵        |
| آلوم کرم                       | -    | -    | -    | ۳۰       | -        | -    | -        |
| پتاسیم آلوم                    | -    | -    | -    | -        | ۳۰       | -    | ۳۰       |
| استیک اسید گلاسیال             | ۳۰   | ۱۰   | ۱۱   | -        | ۱۰       | ۱۰   | ۱۰       |
| بوریک اسید                     | -    | -    | -    | -        | ۵        | -    | ۵        |
| آب تا حجم                      | ۱۰۰۰ | ۱۰۰۰ | ۱۰۰۰ | ۱۰۰۰     | ۱۰۰۰     | ۱۰۰۰ | ۱۰۰۰     |

فرمولی که در طی ده ثانیه عمل ظهور را کاملاً متوقف می‌کند.
| نام مواد           | مقادیر       |
| ------------------ | ------------ |
| سدیم بی‌سولفیت      | ۶۰ میلی لیتر |
| پتاسیم متابی‌سولفیت | ۳۰ گرم       |
| هیدروکلریک اسید    | ۱۵ گرم       |
| آب تا حجم          | ۱۰۰۰ سی سی   |

## ثبوت
وقتی یک فیلم را از داخل دروبین بیرون می‌آوریم و آن را ظاهر می‌کنیم، در حدود ۲۵ درصد برمورهای نقره‌ای که در سطح امولسیون آن فیلم به کار رفته‌است، برای تشکیل تصویر نگاتیو، مصرف می‌شود. آنچه باقی می‌ماند، یا آن دسته از املاح متبلور نقره که در داروی ظهور دستخوش هیچ گونه تغییری نشده‌اند (نور ندیده‌اند)، باید در داروی ثبوت از سطح فیلم جدا شوند تا نگاتیو تصویر به‌طور دائمی و شفاف، ثابت باقی بماند.
قرار گرفتن بیش از حد فیلم در داروی ثبوت هم باعث اشکالاتی است. کم رنگ شدن نگاتیو، از این دسته اشکالات است.
اگر مرحله ثبوت به اندازه کافی انجام نشود، مقداری از هالیدهای نقره نور ندیده در سطح فیلم باقی‌مانده و زمانی که فیلم را از تاریکخانه یا تانک بیرون می‌آوریم، نور محیط، آن دسته از ذرات نقره را تحت تأثیر قرار داده و سیاه خواهد کرد. نتیجه یک نگاتیو پر رنگ و سیاه است که اطلاعات تصویر در آن به خوبی دیده نمی‌شود.
مواد زیادی وجود دارند که هالیدهای نقره را حل می‌کنند ولی سدیم تیو سولفات (هیپو سولفیت سدیم) ـ که نام علمی آن تیو سولفات سدیم و به فرمول S۲O۳Na۲ می‌باشد ـ مهم‌ترین عاملی است که در داروهای ثبوت بکار برده می‌شود.
این ماده در سال ۱۸۳۹ برای نخستین بار توسط جان هرشل بکار رفت. البته این ماده به تنهایی و در اندازهٔ ۳۰ ـ ۲۵ درصد می‌تواند عمل ثبوت را به انجام برساند، ولی چون عوامل دیگری نیز وجود دارند که مکمل این دارو در عمل ثبوت هستند، فرمول‌هایی به وجود آمده‌اند که نتیجه بهتر و کامل‌تری را به‌دست می‌دهند.

### امتیازات هیپو به دیگر حلال‌های هالیدهای نقره
1. نمک‌های نقره را به سرعت قابل حل می‌سازد، در حالیکه هیچگونه تأثیری بر نقره‌های احیاء شده (تشکیل دهندهٔ تصویر) ندارد.
2. روی ژلاتین بی‌اثر است.
3. سمی نیست.
4. ارزان است.

عمل ثبوت که همانا حل شدن املاح متبلور نقره نور نخورده‌است، یک عمل ساده شبیه به حل شدن یک قاشق شکر یا نمک در یک لیوان آب نیست. بلکه واکنش‌های مختلفی لازم دارد تا نقره برمید به یک سری کمپلکس‌های نقره تیو سولفات تبدیل شود. به‌طور کلی واکنش زیر در این مرحله اتفاق می‌افتد:

## Ag Br + S۲O۳Na۲→ (Ag S۲O۳) Na + Br Na
افزودن مواد اسیدی و سفت‌کنندهٔ امولسیون، به داروی ثبوت باعت تسریع توقف اثر داروی ظهور و سفت شدن ژلاتین به منظور جلوگیری از به وجود آمدن خراش‌های احتمالی می‌گردد. آمونیوم کلرید (نشادر) نیز نقش زیادی در کاهش زمان ثبوت نگاتیو دارد. که افزودن دو درصد از آن به داروی ثبوتی که محتوی ده درصد هیپو است زمان را از دوازده دقیقه به پنج دقیقه کاهش می‌دهد.
در این جدول فرمول‌های عمومی ثبوت آمده‌است.
| میزان داروها/نام داروها | گرم  | گرم  | گرم  | گرم  | گرم  | گرم        | گرم  | گرم  | گرم  |
| هیپو                    | ۲۴۰  | ۲۵۰  | ۳۵۰  | ۴۰۰  | ۳۰۰  | ۲۰۰ تا ۳۰۰ | ۲۴۰  | -    | ۲۵۰  |
| آمونیوم تیوسولفات       | -    | -    | -    | -    | -    | -          | -    | ۱۵۰  | -    |
| سدیم سولفیت آنهیدر      | ۱۰   | -    | -    | -    | -    | ۱۲         | -    | -    | ۱۰   |
| آمونیوم کلرید           | -    | -    | ۲۵   | -    | ۵۰   | -          | ۲۵   | -    | -    |
| سدیم متابی‌سولفیت        | ۲۵   | -    | -    | -    | -    | -          | ۲۰   | ۲۰   | -    |
| پتاسیم متابی‌سولفیت      | -    | ۲۵   | -    | ۲۵   | ۲۵   | ۱۲         | -    | ۲۰   | -    |
| استیک اسید              | -    | -    | -    | -    | -    | -          | -    | -    | ۱۵   |
| آب تا حجم               | ۱۰۰۰ | ۱۰۰۰ | ۱۰۰۰ | ۱۰۰۰ | ۱۰۰۰ | ۱۰۰۰       | ۱۰۰۰ | ۱۰۰۰ | ۱۰۰۰ |

داروهای ثبوت محتوی مواد سخت کنندة امولسیون و اسید.
| نام اختصاری داروها     | F15P۱۵ | F۶   | F۷   | F۱۰  | AN۲۰۴ | G۳۰۶ | IF۱۹ | AG۳۰۵ | ATF۵ | ATF۲ |
| هیپو                   | ۲۴۰    | ۲۴۰  | ۳۶۰  | ۳۳۰  | ۲۴۰   | ۲۰۰  | ۳۰۰  | ۲۰۰   | -    | -    |
| آمونیوم تیوسولفات      | -      | -    | -    | -    | -     | -    | -    | -     | ۲۰۰  | ۱۱۲  |
| آمونیوم کلرید          | -      | -    | ۵۰   | -    | -     | -    | -    | -     | -    | -    |
| سدیم سولفیت آنهیدر     | ۱۵     | ۱۵   | ۱۵   | ۷٫۵  | ۱۵    | ۱۲٫۵ | -    | ۲۰    | ۱۵   | ۱۵   |
| پتاسیم متابی‌سولفیت     | -      | -    | -    | -    | ۱۲٫۵  | -    | ۲٫۵  | -     | -    | -    |
| استیک اسید ۲۸ درصد     | ۴۸     | ۴۸   | ۴۸   | ۷۲   | ۷۵    | ۷۰   | -    | ۵۵    | ۵۵   | -    |
| بوریک اسید             | ۷٫۵    | -    | ۷٫۵  | -    | -     | -    | -    | -     | ۷٫۵  | -    |
| بوراکس                 | -      | -    | -    | -    | ۱۵    | -    | -    | -     | -    | -    |
| سدیم متابورات(کدالک)   | -      | ۱۵   | -    | ۳۰   | -     | -    | -    | -     | -    | -    |
| پتاسیم آلوم            | ۱۵     | ۱۵   | ۱۵   | ۲۲٫۵ | ۱۵    | ۱۵   | -    | ۱۰    | ۱۵   | -    |
| آلوم کرم               | -      | -    | -    | -    | -     | -    | ۱۲٫۵ | -     | -    | ۱۵   |
| آن قدر آب اضافه شود تا | ۱۰۰۰   | ۱۰۰۰ | ۱۰۰۰ | ۱۰۰۰ | ۱۰۰۰  | ۱۰۰۰ | ۱۰۰۰ | ۱۰۰۰  | ۱۰۰۰ | ۱۰۰۰ |

توجه: به فرمول ATF۲ مقداری اسید بوریک پنج درصد اضافه شود.
توضیح: هرگاه سه پیمانه اسید استیک خالص را با هشت پیمانه آب رقیق کنیم، اسید استیک ۲۸ درصد به دست می‌آید.

### ظرفیت و عمر یک داروی ثبوت
کلیه داروهای ثبوت از عمر طولانی برخوردارند و به راحتی می‌توان آن‌ها را نگهداری کرد. در داخل تشتک و بدون سرپوش، گاهی تا یک ماه قابل استفاده باقی می‌مانند. در داخل بطری‌های سر بسته و پر، بیشتر از سه ماه عمر می‌کنند. یکی از راه‌های اطمینان از قدرت و ضعف داروی ثبوت، استفاده از نوار PH است. یک راه حل نسبی دیگر هم می‌گوید، هر گاه زمان لازم برای محو شدن کامل حالت شیری رنگ بر روی نگاتیو، به دو برابر افزایش یافت محلول ثبوت باید دور ریخته شود.
| اندازه فیلم‌ها       | ظرفیت ثبوت برای یک لیتر دارو |
| فیلم تخت ۲۶*۲۲      | ۲۵ عدد                       |
| فیلم رول ۱۲۰ یا ۲۲۰ | ۲۵ حلقه                      |
| فیلم رول ۱۲۷        | ۵۰ حلقه                      |
| فیلم ۱۳۵ ۳۶تایی     | ۲۵ حلقه                      |
| فیلم تخت ۲۴*۱۸      | ۴۰ عدد                       |
| فیلم تخت ۱۸*۱۳      | ۶۰ عدد                       |
| فیلم تخت ۱۶*۱۲      | ۱۰۰ عدد                      |
| فیلم تخت ۱۲*۹       | ۱۵۰ عدد                      |

درجه حرارت داروی ثبوت نیز همچون داروی ظهور باید در حدی باشد که در ژلاتین اثر سوء نداشته و از نظر شیمیایی هم واکنش‌ها را دچار شدت و ضعف نکند. بهترین دمایی که برای عمل ثبوت به‌طور عادی پیشنهاد کرده‌اند بین ۱۸ تا ۲۴ درجه سانتیگراد است.
در مورد زمان ثبوت، یک قانون کلی می‌گوید که بهتر است زمان ثبوت فیلم را به دو برابر افزایش دهیم تا اطمینان حاصل کنیم که عمل ثبوت کاملاً انجام گرفته‌است. دو اصل دربارهٔ داروی ثبوت و ماهیت آن باید مورد توجه قرار گیرد. اول آنکه مقدار هیپو (سدیم تیو سولفات) باید آن قدر زیاد باشد تا داروی ثبوت، قدرت حلالیت املاح نقره را به حد کافی پیدا کند. از به کار بردن داروی خیلی پر قدرت در این زمینه باید پرهیز کرد. محو شدن حالت شیری رنگ از سطح امولسیون، دلیلی بر خاتمه یا تکمیل عمل ثبوت نیست. اصل دوم، همانا شست‌وشوی کافی در آب است.

## شستشو
پس از پایان فرایند ثبوت، شستشو ی نگاتیو به‌دست آمده، از اهم موارد در طی مراحل ظهور فیلم می‌باشد. چرا که اگر این مرحله به صورت ناقص انجام گیرد، نمک‌های مختلف شیمیایی در سطح فیلم باقی‌مانده و به مرور زمان باعث بروز اشکالاتی در نگاتیو (لکه زرد نگاتیو)، نقاط سیاه یا از دست دادن رنگ خواهد شد.
بهتر است شست‌وشو در آب جاری و تا چهل دقیقه انجام گیرد، ولی اگر آب جاری در دست‌رس نبود می‌توان با تعویض آب تشتک یا تانک در هر ۵ یا ۶ دقیقه نتیجه مشابهی را به‌دست آورد. البته اگر آب دریا در دسترس باشد، بهتر است. چرا که آب دریا بهتر و بیشتر می‌تواند ذرات مولکولی هیپو را که هنوز بر سطح امولسیون باقی‌مانده‌اند در خود حل کند. ولی باید بعد از اتمام این مرحله نگاتیو را  ۵ دقیقه در آب شیرین شست‌وشو داد.
برای کاهش زمان شست‌وشو با راه حل‌های شیمیایی کوشش‌های زیادی انجام گرفته‌است. و نتایج مختلفی به‌دست آمده که این ترکیبات باعث تجزیه و متلاشی شدن هیپو می‌شوند. ولی احتمال آسیب به نگاتیو نیز وجود دارد و این قبیل ترکیبات را باید با احتیاط مورد مصرف قرار داد.
در این میان از محلول ۵ تا ۱۰ درصد کربنات سدیم یا بی کربنات به عنوان مادهٔ پاک‌کننده هیپو به کار می‌رود. و مدت قرار دادن نگاتیو در داخل آن تا پنج دقیقه‌است. پس از این مرحله نگاتیو را قبل از خشک کردن باید در آب خالص شست‌وشو داد.
فتو فلو یا شامپوی فیلم
برای جلوگیری از بروز لکه‌های آب بر روی نگاتیو که معمولاً بعد از خشک شدن ظاهر می‌شوند، در آخرین مرحله شستشو، نگاتیو را درون مایع فتو فلو یا شامپوی فیلم قرار داده و چند دفعه آن را حرکت می‌دهند تا به تمامی سطح نگاتیو برخورد نماید. این کار باعث لیز شرن سطح نگاتیو و عدم قرارگیری قطرات آب بر روی آن می‌شود.

## دمای ظهور
داروهای مختلفی به تناسب درجه حرارت محیط انجام عمل ظهور ـ مناطق سردسیر و حاره ـ وجود دارند که در دماهای نزدیک صفر و بالای ۴۰ درجه سانتیگراد از آن‌ها استفاده می‌شود، که عمل ظهور را به انجام می‌رسانند.

## ظهور ریورسال

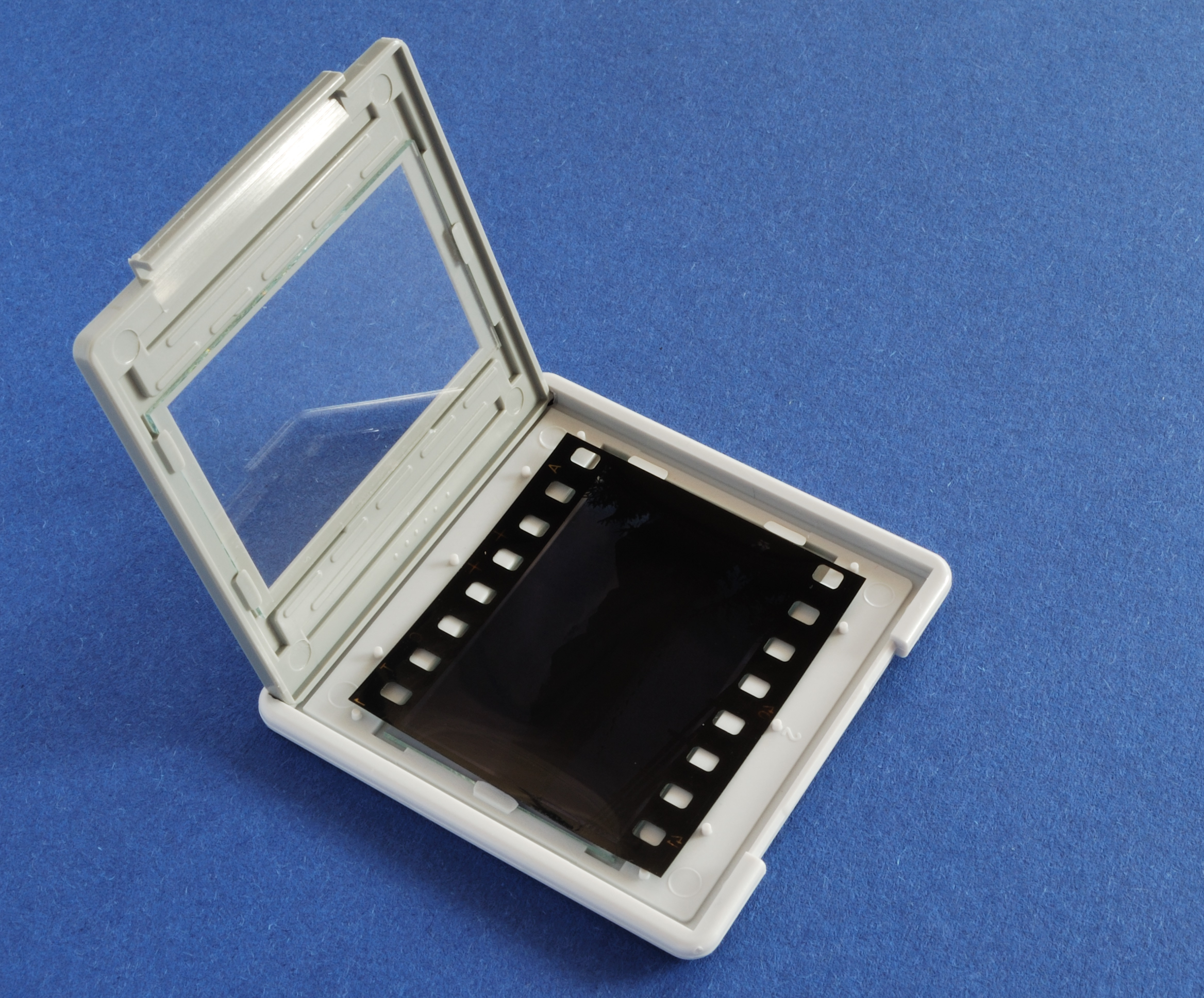
یک کادر فیلم اسلاید در حال جاگذاری در قاب اسلاید شیشه‌دار.

در ظهور ریورسال پس از ظهور، تصویر به دست آمده مستقیماً مثبت است. با روش ریورسال از یک تصویر می‌توان مستقیماً تصویر مثبت به دست آورد. یا از یک نگاتیو به‌طور مستقیم و با انجام یک بار کپیه‌برداری، می‌توان بدل یا دوبلکیت تهیه کرد. این روش در فیلم‌های عکاسی و سینمایی کاربردهای فراوانی دارد. روش ریورسال در عکاسی رنگی هم استفاده‌های فراوانی دارد.
ساختمان امولسیون‌های فیلمی که در سیستم ریورسال به کار گرفته می‌شود، اعم از رنگی یا سیاه و سفید، تقریباً مانند سیستم نگاتیو است. تنها تفاوت آن با فیلم رنگی پایه شفاف آن است.
مراحل ظهور فیلم‌های ریورسال
1. داروی ظهور اول: در این مرحله کلیه املاح نقره که در معرض تابش نور قرار گرفته‌اند، با محلول ظهور ترکیب می‌شوند. بقیه املاح نقره که در معرض تابش نور قرار نگرفته‌اند، همچنان خام باقی می‌مانند.
2. بلیچ: به کمک یکی از مواد حلال، آن دسته از املاح نقره که به نقره متالیک تبدیل شده‌اند، یا نقره‌های سیاه رنگ که نور به آن‌ها اصابت کرده‌است، حل می‌شوند یا از سطح فیلم جدا و کنده می‌شوند. این مرحله را بلیچ[پانویس ۲۳] یا سفیدکننده می‌نامند، که مهم‌ترین عامل این محلول پرمنگنات یا بی‌کرمات پتاسیم است. باقی‌مانده امولسیون هنوز خام و حساس است.
3. نور دادن مجدد: قسمتی از امولسیون که نور خورده و سیاه شده بود و تصویر نگاتیو را تشکیل می‌داد، کنده شده و در داروی بلیچ حل گردیده‌است. باقی‌مانده امولسیون هنوز خام است و اگر به آن نور بدهیم تحت تأثیر قرار می‌گیرد.
4. ظهور دوم: آن دسته از املاح متبلور نقره یا امولسیونی که در مرحله دوم خام باقی‌مانده و در مرحله سوم به آن نور داده بودیم، سیاه می‌شود.
5. مرحله ثبوت: تصویر به دست آمده در مرحله چهار ثابت و پایدار می‌شود. اگر داروی ظهور این مرحله ضعیف باشد، سایه‌های خاکستری در اثر مرور زمان سیاه می‌شوند ولی تصویر به کلی محو و نابود نخواهد شد.[۱۰۱]

با فیلم‌های معمولی سیاه و سفید هم می‌توان تصویر ریورسال به‌دست آورد.

## تفاوت ظهور فیلم سیاه و سفید با فیلم رنگی
بر خلاف فیلم سیاه و سفید، فیلم‌های رنگی از سه لایه حساس به نورهای اصلی ساخته شده‌اند. هر یک از این سه لایه، بر روی همدیگر قرار دارند. اصول فیلم‌های رنگی، امروزه بر اساس رنگ‌های مکمل یا تفریقی ساخته می‌شوند. به عنوان مثال در تهیه عکس رنگی از برگ سبز یک درخت با توجه به اینکه برگ درخت تمامی طیف‌های نور خوشید را جذب کرده‌است و فقط نور سبز را منعکس می‌کند، نور سبز ورودی به دوربین بر لایه حساس به نور سبز فیلم تأثیر می‌گذارد، و شکل برگ به صورت نامریی بر روی امولسیون ثبت می‌گردد.
از موارد دیگری که ظهور فیلم رنگی را از سیاه و سفید متمایز می‌سازد، تأثیر زیاد تغییرات دما در نتیجه به‌دست آمده از عمل ظهور است. دمای پیشنهادی برای ظهور فیلم رنگی معمولاً ۳۷/۸ درجه سانتیگراد است. میزان متغیر برای این دما را، ۰/۱۵ درجه در نظر می‌گیرند. چرا که با تغییر بیشتر آن، رنگ‌ها نیز تغییر کرده و نتیجه کاملاً غیرقابل قبول خواهد شد.
برای ظهور ریورسال (اسلاید - مثبت) در فیلم سیاه و سفید، نیاز به نوع خاصی از فیلم نیست چون پایه فیلم در فیلم سیاه و سفید، شفاف و شیشه‌ای است. ولی بخاطر وجود رنگ در فیلم رنگی و تفاوت تأثیر نور مصنوعی و نور روز - دماهای متفاوت رنگ آن‌ها -، پایه فیلم رنگی، دو نوع است.
فومول‌های داروی ظهور
فومول‌های داروی ظهور برای فیلم سیاه و سفید تقریباً ساده و در دسترس عموم قرار دارند. ولی برای هر نوع فیلم رنگی، که کارخانه‌های متعدد تولید می‌کنند، داروی خاصی وجود دارد. داوری C-۴۱ یک داروی مشهور است که فعلاً اکثر کارخانه‌ها فیلم‌های خود را مطابق با ظهور آن، تولید می‌کنند. فرمول‌های ظهور رنگی معمولاً سرّی هستند و کارخانجات تولیدکننده از افشاء شدن جزئیات آن‌ها پرهیز می‌کنند. فرمول C-۴۱ برای اولین بار در سال ۱۹۷۷ توسط کتاب سالیانه مجله بریتانیا فاش گردید ولی تا به حال از طرف هیچ منبع رسمی تأیید یا تکذیب نشده‌است.

## واژه‌نامه
1. ↑  Developing
2. ↑  Benzene
3. ↑  Pyrocatechol
4. ↑  Hydroquinone
5. ↑  resorcin
6. ↑  o-Phenylene diamine
7. ↑  paraphenylenediamine
8. ↑  Aminophenol
9. ↑  ۲٬۴-Diaminophenol
10. ↑  N-Methyl – p – aminophenol sulphate
11. ↑  Chlorohydroquinone
12. ↑  P- ۱٬۲٬۳ – Trihyroxy benzene
13. ↑  P-Hydroxyphenyl glicin
14. ↑  Phenidone
15. ↑  AGFA
16. ↑  JOBO
17. ↑  Willi Beutler
18. ↑  Ferdinand Hurter
19. ↑  Vero Charles Driffield
20. ↑  Transparency
21. ↑  Fog
22. ↑  John Herschel
23. ↑  bleach